# Marudo
Marudo (lombardul: Marüd) település Olaszországban, Lombardia régióban, Lodi megyében. Lakosainak száma 1764 fő (2023. január 1.). Marudo Caselle Lurani, Sant’Angelo Lodigiano, Villanterio, Castiraga Vidardo és Valera Fratta községekkel határos.

## Népesség
A település lakossága az elmúlt években az alábbi módon változott:
| Lakosok száma | 1707 | 1720 | 1764 |
|               | 2017 | 2018 | 2023 |